# Festuca juncifolia
Festuca juncifolia là một loài thực vật có hoa trong họ Hòa thảo. Loài này được St.-Amans mô tả khoa học đầu tiên năm 1821.